# Qualificazioni ai Giochi della XVIII Olimpiade (CONCACAF)
Di seguito sono elencati gli incontri con relativo risultato della zona nord/centro americana (CONCACAF) per le qualificazioni a Tokyo 1964.

## Formula
La formula prevedeva due turni eliminatori.
Nel primo turno eliminatorio, Antille Olandesi e Guyana olandese si sarebbero affrontate in uno spareggio A/R per determinare la quarta ed ultima partecipante al secondo turno eliminatorio, a cui erano già qualificate Messico, Stati Uniti e Panama.
Il secondo turno eliminatorio era composto da un girone all'italiana di quattro squadre. La vincente si sarebbe qualificata alle Olimpiadi.

## Risultati

### Primo turno eliminatorio
|  | Antille Olandesi | 2 – 1 | Guyana olandese |  |

|  | Guyana olandese | 3 – 0 | Antille Olandesi |  |

Passa il turno il Guyana olandese (4-2).

### Secondo turno eliminatorio
| Squadra         | P.ti | G | V | N | P | GF | GS | DR  |
| --------------- | ---- | - | - | - | - | -- | -- | --- |
| Messico         | 6    | 3 | 3 | 0 | 0 | 13 | 2  | +11 |
| Guyana olandese | 4    | 3 | 2 | 0 | 1 | 7  | 7  | 0   |
| Stati Uniti     | 2    | 3 | 1 | 0 | 2 | 5  | 5  | 0   |
| Panama          | 0    | 3 | 0 | 0 | 3 | 4  | 15 | -11 |

|  | Messico | 5 – 1 | Panama |  |

|  | Guyana olandese | 1 – 0 | Stati Uniti |  |

|  | Messico | 6 – 0 | Guyana olandese |  |

|  | Stati Uniti | 4 – 2 | Panama |  |

|  | Messico | 2 – 1 | Stati Uniti |  |

|  | Guyana olandese | 6 – 1 | Panama |  |